# Merry & Happy
Merry & Happy là album tái phát hành từ album phòng thu đầu tiên của nhóm nhạc nữ Hàn Quốc Twice. Phiên bản hưởng ứng Giáng sinh được tái phát hành từ Twicetagram với tên Merry & Happy được phát hành vào ngày 11 tháng 12 năm 2017. Ngoài danh sách bài hát ban đầu, nó còn có hai ca khúc mới: bài hát đầu tiên có là "Heart Shaker" và bản thứ hai " Merry & Happy" được viết bởi Park Jin-young. Album này và ca khúc "Heart Shaker" ra mắt ở vị trí thứ nhất liên tiếp trên bốn bảng xếp hạng của Gaon - Album Chart, Digital Chart, Download Chart và Social Chart, trong khi "Merry & Happy" gia nhập vị trí 24 trên Digital Chart.
Twice biểu diễn cả "Heart Shaker" và "Merry & Happy" trên các chương trình âm nhạc - Music Bank, Show! Music Core và Inkigayo lần lượt vào ngày 15 đến 17 tháng 12. Video âm nhạc của "Merry & Happy" được ấn định phát hành vào ngày 21 tháng 12, nhưng sau đó dời lịch tải lên trực tuyến vào ngày hôm sau nhằm bày tỏ sự thương tiết trước sự qua đời của Kim Jong-hyun khi tang lễ của anh được tổ chức vào ngày 21 tháng 12.

## Danh sách bài hát
| Merry & Happy    | Merry & Happy                                         | Merry & Happy                               | Merry & Happy                               | Merry & Happy                               | Merry & Happy |
| STT              | Nhan đề                                               | Phổ lời                                     | Phổ nhạc                                    | Biên khúc                                   | Thời lượng    |
| ---------------- | ----------------------------------------------------- | ------------------------------------------- | ------------------------------------------- | ------------------------------------------- | ------------- |
| 1.               | "Heart Shaker"                                        | Galactika                                   | David Amber Sean Alexander                  | David Amber Avenue 52                       | 3:08          |
| 2.               | "Merry & Happy"                                       | J. Y. Park "The Asiansoul"                  | Joe Lawrence Dawn Elektra Sam Hocking       | Joe Lawrence                                | 3:16          |
| 3.               | "Likey"                                               | Black Eyed Pilseung Jeon Gun                | Black Eyed Pilseung Jeon Gun                | Rado                                        | 3:28          |
| 4.               | "Turtle" (거북이; Geobugi)                            | Jeong Ho-hyun (e.one)                       | Jeong Ho-hyun (e.one)                       | Jeong Ho-hyun (e.one)                       | 3:18          |
| 5.               | "Missing U"                                           | earattack Dahyun Chaeyoung                  | earattack                                   | earattack Yooki                             | 3:00          |
| 6.               | "Wow"                                                 | Mafly Ponde Lee Mi-so Kako                  | Pop Time Kriz                               | Pop Time                                    | 3:01          |
| 7.               | "FFW"                                                 | Kiggen Assbrass                             | Reign Write NAOtheLAIZA                     | NAOtheLAIZA                                 | 3:46          |
| 8.               | "Ding Dong"                                           | Jowul                                       | Risto Asikainen Antti Hynninen              | Antti Hynninen                              | 3:32          |
| 9.               | "24/7"                                                | Nayeon Jihyo                                | Daniel Caesar Ludwig Lindell Cazzi Opeia    | Caesar & Loui                               | 3:36          |
| 10.              | "Look at Me" (날 바라바라봐; Nal Barabarabwa)         | Frants Hyerim                               | Frants Hyerim                               | Frants                                      | 3:13          |
| 11.              | "Rollin'"                                             | earattack Yooki                             | earattack Fox Stevenson                     | Fox Stevenson earattack                     | 3:11          |
| 12.              | "Love Line"                                           | Jeongyeon                                   | Darren Smith Tammy Infusino                 | Darren "Baby Dee Beats" Smith               | 3:17          |
| 13.              | "Don't Give Up" (힘내!; Himnae!)                      | Chaeyoung                                   | Chris Wahle Thomas Harsem Andreas Ohrn      | Chris Wahle                                 | 2:58          |
| 14.              | "You in My Heart" (널 내게 담아; Neol Naege Dama)     | Jeong Ho-hyun (e.one) Choi Hyun-jun (e.one) | Jeong Ho-hyun (e.one) Choi Hyun-jun (e.one) | Jeong Ho-hyun (e.one) Choi Hyun-jun (e.one) | 3:29          |
| 15.              | "Jaljayo Good Night" (잘자요 굿나잇; Jaljayo Gunnait) | Kevin Oppa (mr. cho)                        | Kevin Oppa (mr. cho)                        | Kevin Oppa (mr. cho)                        | 4:23          |
| Tổng thời lượng: | Tổng thời lượng:                                      | Tổng thời lượng:                            | Tổng thời lượng:                            | Tổng thời lượng:                            | 50:38         |

## Nội dung sản xuất
Công trạng được ghi nhận tại nguồn ghi chú trên đĩa mở rộng.

### Địa điểm
| Thu âm - JYPE Studios, Seoul, Hàn Quốc - Studio Instinct, Seoul, Hàn Quốc - E.one Sound, Seoul, Hàn Quốc - Heavymental Studios, Seoul, Hàn Quốc - NUPLAY Studio, Seoul, Hàn Quốc - Studio567, Seoul, Hàn Quốc - Banzak Studio, Seoul, Hàn Quốc | Hòa âm - Mirrorball Studios, North Hollywood, California - JYPE Studios, Seoul, Hàn Quốc - Studio Sean, Seoul, Hàn Quốc - Cube Studio, Seoul, Hàn Quốc Giám sát - Honey Butter Studio, Seoul, Hàn Quốc - Sterling Sound, New York City, New York - 821 Sound Mastering, Seoul, Hàn Quốc |

### Nhân viên
- J. Y. Park "The Asiansoul" – producer
- Lee Ji-young – direction and coordination (A&R)
- Jang Ha-na – music (A&R)
- Kim Yeo-joo (Jane Kim) – music (A&R)
- Park Sun-hyeong – music (A&R)
- Kim Ji-hyeong – production (A&R)
- Choi A-ra – production (A&R)
- Kim Je-na (Jenna Kim) – production (A&R)
- Gong Da-yoon – production (A&R)
- Kim Bo-hyeon – design (A&R)
- Kim Tae-eun – design (A&R), web design, album art direction
- Choi Hye-jin – recording, mixing and assistant mixing engineer
- Eom Se-hee – recording and assistant mixing engineer
- Jang Han-soo – recording and assistant mixing engineer
- Friday of Galactika – recording engineer and chorus (on "Heart Shaker")
- Jowul – recording engineer, vocal producer (on "Merry & Happy"), vocal director and background vocals (on "24/7")
- Jeong Ho-hyun – recording engineer, all instruments and keyboard (on "Turtle" and "You in My Heart")
- Earattack – recording engineer, and all instruments and computer programming (on "Missing U" and "Rollin'")
  - bass (on "Missing U"), background vocals (on "Rollin'") and director (on "Don't Give Up")
- Jeong Gyu-chang – recording engineer
- Kevin Oppa (mr. cho) – recording engineer, vocals producer (on "Love Line"), computer programming, piano and digital editing (on "Jaljayo Good Night")
- Frants – recording engineer, all instruments and computer programming (on "Look at Me")
- Tony Maserati – mixing engineer
- James Krausse – mixing engineer
- Lee Tae-seob – mixing engineer
- Lim Hong-jin – mixing and assistant mixing engineer
- Staytuned – mixing engineer
- Yoon Won-kwon – mixing engineer
- Jossi Ahjussi – mixing engineer
- Jeon Bu-yeon – assistant mixing engineer
- Bae So-yoon – assistant mixing engineer
- Park Jeong-eon – mastering engineer
- Chris Gehringer – mastering engineer
- Kwon Nam-woo – mastering engineer
- Naive Production – video director
- Kim Young-jo – video executive producer
- Yoo Seung-woo – video executive producer
- Choi Pyeong-gang – video co-producer
- Kim Young-joon at Agency SEED – photographer
- Kang Hye-in at Normallogic – album design
- Kang Hye-in at Normallogic – album design
- Choi Hee-seon at F. Choi – style director
- Son Eun-hee at Lulu – hair and makeup director
- Jung Nan-young at Lulu – hair and makeup director
- Choi Ji-young at Lulu – hair and makeup director
- Jo Sang-ki at Lulu – hair and makeup director
- Zia at Lulu – hair and makeup director
- Jeon Dal-lae at Lulu – hair and makeup director
- Won Jung-yo – makeup director
- Yoon Hee-so – choreographer
- Kang Da-sol – choreographer
- Today Art – printing
- David Amber – all instruments, computer programming (on "Heart Shaker")
- Avenue 52 – all instruments, additional programming (on "Heart Shaker")
- Galactika – vocal director (on "Heart Shaker")
- e.Na – chorus (on "Heart Shaker")
- Joe Lawrence – all instruments, computer programming (on "Merry & Happy")
- Jihyo of Twice – background vocals (on "Merry & Happy", "Likey", "Ding Dong" and "Love Line")
- Nayeon of Twice – background vocals (on "Merry & Happy" and "Likey")
- Kim Cho-young – background vocals (on "Merry & Happy")
- Rado – all instruments, computer programming and background vocals (on "Likey")
- Choi Hoon – bass (on "Turtle" and "You in My Heart")
- Yoon Tae-woong – guitar (on "Turtle" and "You in My Heart")
- Kim Yoon-ji – chorus (on "Turtle")
- Kim Jong-seong – guitar (on "Missing U")
- Nam Joo – background vocals (on "Missing U", "FFW" and "Rollin'")
- Jeong Yoo-ra at Cassette08 – digital editing (on "Missing U", "Rollin'" and "Don't Give Up")
- Jeong Dong-hwan & Park Ji-yong & Nusoul – keyboards (on "Wow")
- Kriz – background vocals (on "Wow")
- Park Gi-tae – guitar (on "Wow")
- NAOtheLAIZA – all instruments and computer programming (on "FFW")
- Antti Hynninen – all instruments and computer programming (on "Ding Dong")
- Caesar & Loui – all instruments and computer programming (on "24/7")
- Oh Han-sol – background vocals (on "Look at Me")
- Hyerim – background vocals (on "Look at Me")
- Fox Stevenson – all instruments and computer programming (on "Rollin'")
- Bin – background vocals (on "Rollin'" and "Don't Give Up")
- Darren Smith – all instruments and computer programming (on "Love Line")
- Chris Wahle – all instruments and computer programming (on "Don't Give Up")
- Kim So-ri – chorus (on "You in My Heart")
- Kim Jun-soo – guitar (on "Jaljayo Good Night")
- Lee Da-jeong – background vocals (on "Jaljayo Good Night")

## Bảng xếp hạng

### Xếp hạng tuần
| BXH (2017)                          | Vị trí cao nhất |
| Album kĩ thuật số Nhật Bản (Oricon) | 15              |
| Album Hàn Quốc (Gaon)               | 1               |
| Album Đài Loan (Five Music)         | 1               |

### Bảng xếp hạng cuối năm
| BXH (2017)                 | Thứ hạng |
| South Korean Albums (Gaon) | 19       |

## Lịch sử phát hành
| Khu vực            | Ngày           | Dạng               | Nhà phân phối                 | Ref.   |
| ------------------ | -------------- | ------------------ | ----------------------------- | ------ |
| Trên toàn thế giới | Tháng 11, 2017 | Tải về kỹ thuật số | JYP Entertainment Genie Music | [ 16 ] |
| Hàn Quốc           | Tháng 11, 2017 | Tải về kỹ thuật số | JYP Entertainment Genie Music | [ 17 ] |
| Hàn Quốc           | Ngày 12, 2017  | CD                 | JYP Entertainment Genie Music | [ 18 ] |